# Eiskunstlauf-Weltmeisterschaften 1937
Die 35. Eiskunstlauf-Weltmeisterschaften fanden für die Damen- und Paarkonkurrenz am 1. und 2. März 1937 in London (Vereinigtes Königreich) und für die Herrenkonkurrenz am 12. und 13. Februar 1937 in Wien (Österreich) statt.

## Ergebnisse

### Herren
| Platz | Sportler         | Land                   |
| ----- | ---------------- | ---------------------- |
| 1     | Felix Kaspar     | Österreich             |
| 2     | Graham Sharp     | Vereinigtes Königreich |
| 3     | Elemér Terták    | Ungarn                 |
| 4     | Herbert Alward   | Österreich             |
| 5     | Freddie Tomlins  | Vereinigtes Königreich |
| 6     | Leopold Linhart  | Österreich             |
| 7     | Marcus Nikkanen  | Finnland               |
| 8     | Freddy Mésot     | Belgien                |
| 9     | Emil Rathenhofer | Österreich             |
| 10    | Lucian Büeler    | Schweiz                |
| 11    | Jaroslav Sadílek | Tschechoslowakei       |

Punktrichter waren:
- A. Huber  Schweiz
- R. Kaler  Österreich
- B. Pavliska  Tschechoslowakei
- F. Schober  Deutsches Reich
- Andor Szende  Ungarn

### Damen
| Platz | Sportlerin           | Land                   |
| ----- | -------------------- | ---------------------- |
| 1     | Cecilia Colledge     | Vereinigtes Königreich |
| 2     | Megan Taylor         | Vereinigtes Königreich |
| 3     | Vivi-Anne Hultén     | Schweden               |
| 4     | Hedy Stenuf          | Frankreich             |
| 5     | Emmy Putzinger       | Österreich             |
| 6     | Hanne Niernberger    | Österreich             |
| 7     | Belita Jepson-Turner | Vereinigtes Königreich |
| 8     | Gladys Jagger        | Vereinigtes Königreich |
| 9     | Martha Mayerhans     | Deutsches Reich        |
| 10    | Angela Anderes       | Schweiz                |
| 11    | Victoria Lindpaitner | Deutsches Reich        |
| 12    | Audrey Peppe         | Vereinigte Staaten     |

Punktrichter waren:
- A. Anderberg  Schweden
- H. J. Clarke  Vereinigtes Königreich
- K. Dannenberg  Deutsches Reich
- Fritz Kachler  Österreich
- Ch. Sabouret  Frankreich
- Andor Szende  Ungarn
- K. Skulicz  Polen

### Paare
| Platz | Sportler                                   | Land                   |
| ----- | ------------------------------------------ | ---------------------- |
| 1     | Maxi Herber / Ernst Baier                  | Deutsches Reich        |
| 2     | Ilse Pausin / Erik Pausin                  | Österreich             |
| 3     | Violet Cliff / Leslie Cliff                | Vereinigtes Königreich |
| 4     | Piroska Szekrényessy / Attila Szekrényessy | Ungarn                 |
| 5     | Inge Koch / Günther Noack                  | Deutsches Reich        |
| 6     | Anna Cattaneo / Ercole Cattaneo            | Königreich Italien     |
| 7     | Stephanie Kalusz / Erwin Kalusz            | Polen                  |
| 8     | Feda Kalencikova / Karel Globar            | Tschechoslowakei       |

Punktrichter waren:
- E. Bonfiglio  Königreich Italien
- K. Dannenberg  Deutsches Reich
- H. Grünauer  Österreich
- John Page  Vereinigtes Königreich
- K. Skulicz  Polen
- Josef Slíva  Tschechoslowakei
- Andor Szende  Ungarn

## Medaillenspiegel
| Platz | Land                   | Gold | Silber | Bronze | Gesamt |
| ----- | ---------------------- | ---- | ------ | ------ | ------ |
| 1     | Vereinigtes Königreich | 1    | 2      | 1      | 4      |
| 2     | Österreich             | 1    | 1      | –      | 2      |
| 3     | Deutsches Reich        | 1    | –      | –      | 1      |
| 4     | Schweden               | –    | –      | 1      | 1      |
| 4     | Ungarn                 | –    | –      | 1      | 1      |